# Bradypus variegatus
Lười họng nâu, Bradypus variegatus là một loài lười ba ngón tìm thấy tại Trung và Nam Mỹ. Đây là loài phổ biến nhất trong bốn loài lười ba ngón, và được tìm thấy trong các khu rừng Nam và Trung Mỹ.

## Mô tả
Lười họng nâu có kích thước tương tự và hình dạng cơ thể đối với hầu hết các loài khác của lười ba ngón, với cả con đực và con cái là 42–80 cm tổng chiều dài cơ thể. Đuôi là tương đối ngắn, chỉ dài 2,5–9 cm (1,0-3,5 inch). Lười trưởng thành cân nặng 2,25-6,3 kg (5,0-13,9 lb), không có sự khác biệt kích thước đáng kể giữa lười đực và lười cái. Mỗi chân có 3 ngón, cuối ngón có móng vuốt dài và cong, chiều dài vuốt 7–8 cm (2,8-3,1 in) trên bàn chân trước, và dài 5-5,5 cm (2,0-2,2 in) trên chân sau.
Đầu tròn, mũi cùn và tai không rõ ràng. Cũng như những con lười khác, con lười họng nâu không có răng cửa hay răng nanh, và răng má rất đơn giản và giống như cái chốt. Họ không có túi mật, manh tràng hoặc ruột thừa.
Con lười họng nâu có bộ lông màu nâu xám đến màu be trên cơ thể, với bộ lông màu nâu sẫm hơn ở cổ họng, hai bên mặt và trán. Khuôn mặt nhìn chung có màu nhạt hơn, với một dải lông rất sẫm chạy bên dưới mắt.
Những sợi lông bảo vệ rất thô và cứng, và phủ lên một lớp lông dày mềm hơn nhiều. Những sợi lông khác thường khi thiếu một tủy trung tâm, và có nhiều vết nứt siêu nhỏ trên bề mặt của chúng. Những vết nứt này là hội sinh của một số loài tảo, bao gồm Rufusia Pillicola, Dictyococcus bradypodis và Chlorococcum choloepodis. Tảo thường không có trên tóc của những con lười, và cũng có thể không có ở những cá nhân cũ, nơi lớp biểu bì bên ngoài của tóc đã bị mất. Tóc lười cũng chứa một hệ thực vật nấm phong phú.

Trên các phần của phạm vi của nó, con lười họng nâu chồng lên phạm vi của con lười hai ngón Hoffmann. Khi sự chồng chéo này xảy ra, con lười ba ngón có xu hướng nhỏ hơn và nhiều hơn so với họ hàng của nó, tích cực hơn trong việc di chuyển trong rừng và duy trì quá trình sinh hoạt ban ngày nhiều hơn.

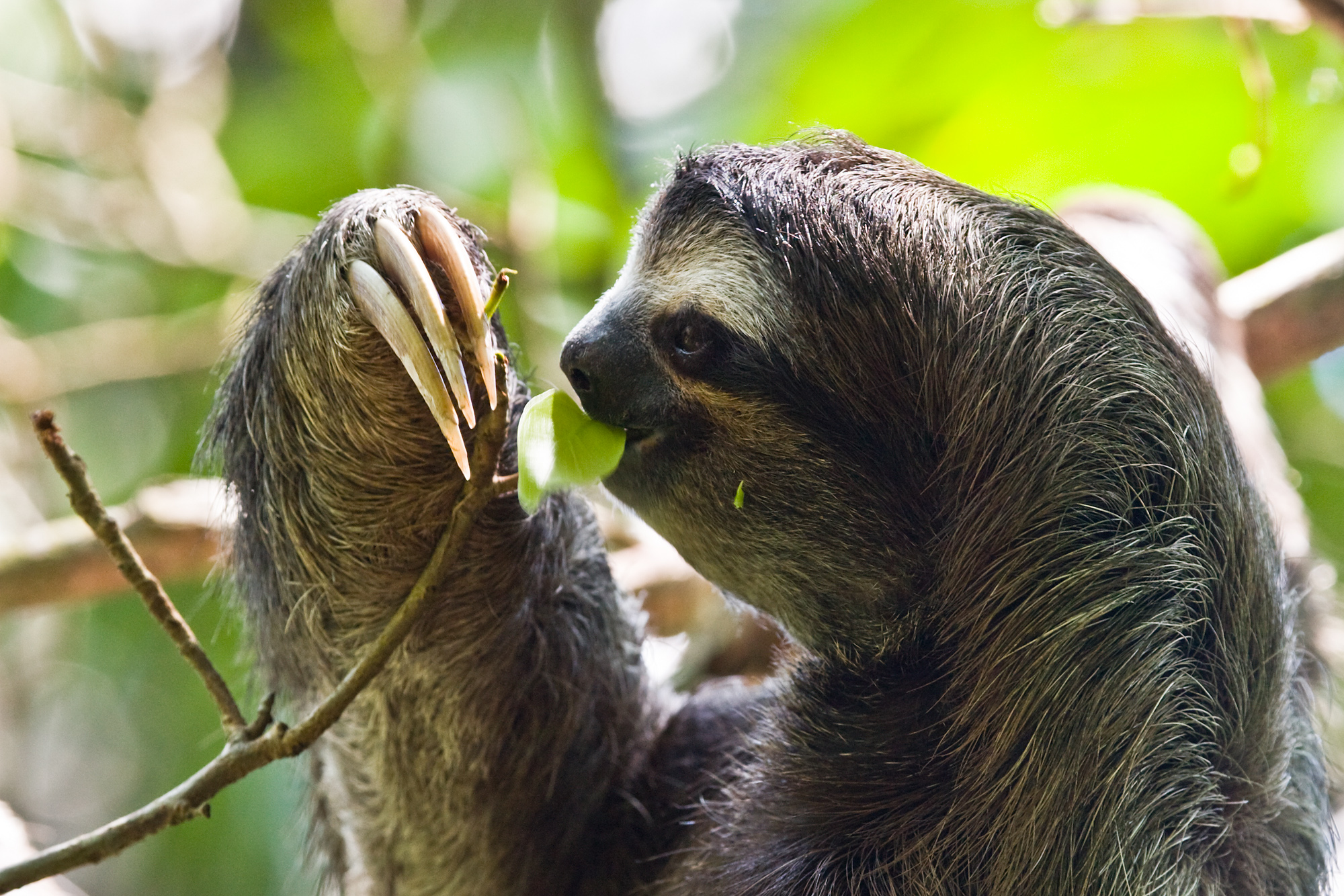
Ăn uống
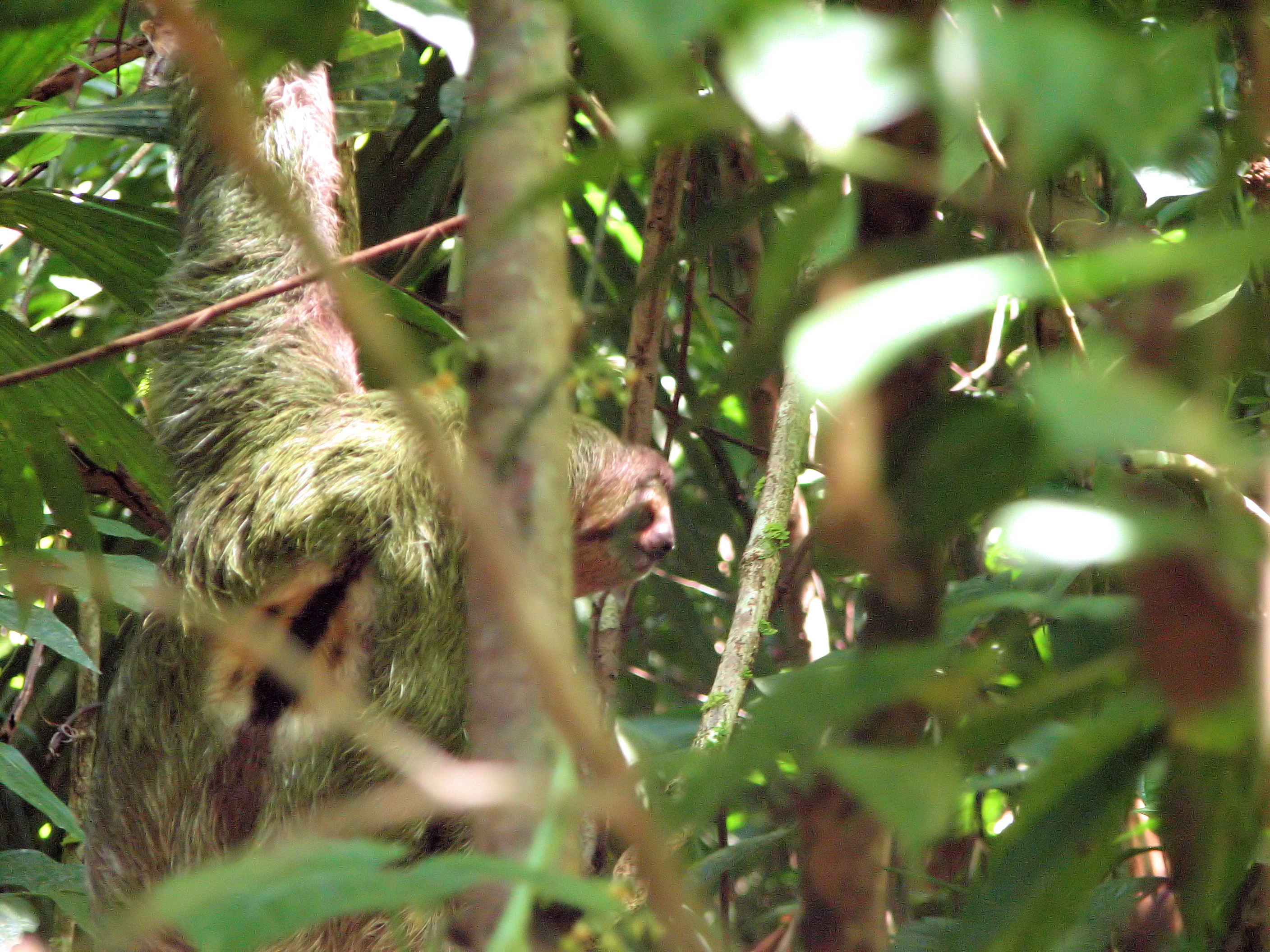
GIống đực cho xem mảng đen giữa vai
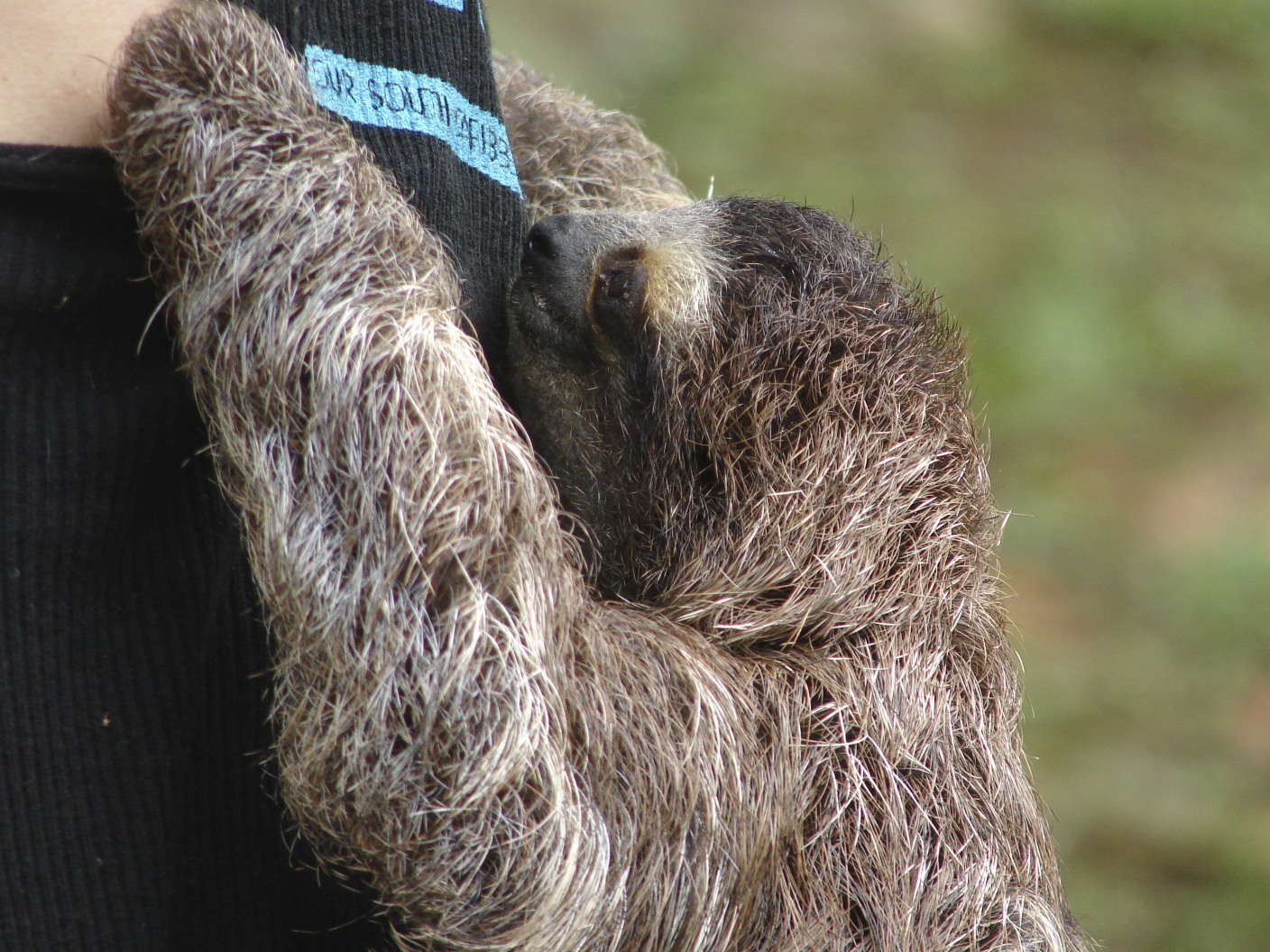
Giống cái

## Phân bố và môi trường sống
Lười họng nâu là loài phổ biến nhất và phổ biến nhất trong số các lười ba ngón. Nó được tìm thấy từ Honduras ở phía bắc, qua Nicaragua, Costa Rica và Panama vào Venezuela, Colombia, Ecuador, Bolivia, Brazil và miền đông Peru. Nó có thể không được tìm thấy ở phía bắc của rừng mưa nhiệt đới Amazon hoặc phía đông của Rio Negro, mặc dù sự giống nhau của nó với lười cổ trắng được tìm thấy ở các khu vực này đã dẫn đến một số nhầm lẫn trong quá khứ.
Nó được tìm thấy trong nhiều loại môi trường khác nhau, bao gồm rừng thường xanh và khô và trong các khu vực tự nhiên hỗn giao. Nó thường được tìm thấy từ mực nước biển đến 1.200 m (3.900 ft), mặc dù một số cá nhân đã được báo cáo từ độ cao cao hơn nhiều.

## Hành vi và chế độ ăn uống
Những lười họng nâu ngủ 15 đến 18 giờ mỗi ngày và chỉ hoạt động trong khoảng thời gian ngắn, có thể là vào ban ngày hoặc ban đêm. Mặc dù chúng có thể đi bộ dọc theo mặt đất và thậm chí bơi lội, chúng dành phần lớn cuộc đời của chúng trong những nhánh cây cao, cứ sau 8 ngày lại đi đại tiện một lần để đi đại tiện. Động vật trưởng thành là đơn độc, ngoại trừ khi nuôi con non, và con đực đã được quan sát để chiến đấu với nhau bằng móng vuốt trước.
Những lười họng nâu sống trong tán rừng cao, nơi chúng ăn những chiếc lá non từ nhiều loại cây khác nhau. Họ không di chuyển xa, với phạm vi nhà chỉ xung quanh 0,5 đến 9 ha (1,2 đến 22,2 mẫu Anh), tùy thuộc vào môi trường địa phương. Trong một phạm vi điển hình, 5 hécta (12 mẫu Anh), một lười họng nâu sẽ thăm khoảng 40 cây và có thể chuyên về một loài cụ thể, thậm chí dành tới 20% thời gian của nó trong một cây cụ thể. Do đó, mặc dù các loài là loài nói chung, những lười riêng lẻ có thể ăn các loại lá tương đối hẹp.
Ngoài các loài tảo trong bộ lông của chúng, những lười họng nâu cũng sống tương xứng với một loài bướm đêm, Cryptoses choloepi, sống trong bộ lông của chúng và đẻ trứng trong phân. Báo đốm và đại bàng Harpy là một trong số ít những kẻ săn mồi tự nhiên của lười họng nâu. Cắt caracara đầu vàng đã được quan sát là tìm thức ăn cho động vật không xương sống nhỏ trong bộ lông của lười, dường như không có lười bị làm phiền bởi sự chú ý.
Con cái của loài này được biết là phát ra tiếng thét lớn, chói tai trong mùa giao phối để thu hút con đực. Tiếng kêu của nó nghe như "ay ay", giống như tiếng của một người phụ nữ đang la hét. Con đực có thể được xác định bởi một dải màu đen được bao quanh bởi bộ lông màu cam trên lưng giữa hai vai.

## Sinh sản
Những lười họng nâu có hệ thống giao phối đa bội. Các nghiên cứu về lười họng nâu chỉ ra rằng giao phối là phổ biến nhất trong khoảng từ tháng 1 đến tháng 3 ở ít nhất là các phần phía bắc của phạm vi của nó, nhưng điều này có thể khác nhau ở những nơi khác. Mang thai kéo dài ít nhất bảy tháng, và mỗi đứa trẻ được sinh ra hoàn toàn có lông và có móng vuốt. Những lười con bám vào bụng mẹ từ năm tháng trở lên, mặc dù chúng đã cai sữa hoàn toàn chỉ sau bốn đến năm tuần.
Các tuyến vú của con cái không lưu trữ một lượng sữa đáng kể như hầu hết các động vật có vú khác, vì lười cho con bú vẫn luôn gắn vào núm vú và tiêu thụ sữa ngay khi nó được tạo ra. Trẻ bắt đầu ăn thức ăn đặc ngay từ bốn ngày sau khi sinh, ban đầu liếm các hạt thức ăn từ miệng của mẹ. Quá trình này rõ ràng cho phép chúng nhanh chóng xác định những chiếc lá ăn được và những lười nhỏ thường có cùng sở thích với các loại lá như mẹ của chúng.
Trong tự nhiên, tuổi thọ của những lười ba chân nâu trưởng thành thường từ 30 đến 40 năm.

## Phân loài
Bảy phân loài được công nhận của lười họng nâu, mặc dù tất cả chúng không phải là dễ phân biệt, là:
- B. v. boliviensis Gray, 1871
- B. v. brasiliensis Blainville, 1840
- B. v. ephippiger Philippi, 1870
- B. v. gorgon Thomas, 1926
- B. v. infuscatus Wagler, 1831
- B. v. trivittatus Cornalia, 1849
- B. v. variegatus Schinz, 1825

Họ hàng gần nhất của loài này là lười cổ trắng, có hình dáng rất giống nhau, ngoại trừ màu lông xung quanh cổ họng. Hai loài được ước tính đã chuyển hướng chỉ 400.000 năm trước, trong khi tổ tiên của chúng được chia ra từ lười ba ngón Maned hơn bảy triệu năm trước.